# Тодор Матанов
Тодор Петров Матанов е български политик от БКП.

## Биография
Роден е на 24 май 1898 г. в Еникьой. През 1914 г., още на 16 години започва работа като тютюноработник в Ксанти. От 1919 г. е член на БКП, а през 1925 г. става член на ВКП (б.). През 1916 г. се установява в Пловдив. Тогава става член на работническото социалдемократическо младежко дружество „Христо Ботев“ при БРСДП (т.с.). От 1917 г. е член на пловдивското ръководство на Професионалния съюз на тютюноработниците. През 1920 г. става член на Ревизионната комисия към централното ръководство на Профсъюза. Участва в организирането на стачките на тютюноработниците. В Пловдив от 1923 до 1925 г. е член на ОК на БКП. През 1925 г. емигрира в СССР поради преследване. В СССР учи в партийната школа в Днепропетровск. След това учи в Комунистическия университет за национални малцинства от Запада и Профсъюзна школа при ВЦСПС (1929). През 1929 г. на втория пленум на ЦК на БКП е избран за член на Политбюро на ЦК на БКП. До ноември 1931 г. е на тази позиция. От 1929 до 1931 г. и 1935 – 1936 г. работи нелегално в България. Членува в Задграничното бюро на ЦК на БКП. От 1936 г. отново е член на Политбюро на ЦК на БКП. Арестуван е април същата година осъден на 12,5 години затвор. Остава в затвора до 1941 г. След това е член на ОК на БКП в Пловдив. През 1942 г. е интерниран в лагер, а впоследствие осъден на 15 години затвор. Остава в затвора до 1944 г. След 9 септември 1944 г. е в Централния съвет на Българските професионални съюзи.. На 19 декември 1973 г. с указ № 2812 е обявен за герой на социалистическия труд на България. Умира през 1988 г. в София. Награждаван е два пъти с орден „Георги Димитров“, „Народна република България“ – I ст., два ордена „9 септември 1944 г.“ – I ст., „Народна свобода 1941 – 1944 г.“.